# 哈銘
哈銘（15世纪?—1503年），賜名楊銘，明朝官員，蒙古族通事（翻译）。
哈铭幼年跟随父亲就担任明朝通事。正统年间，随吴良出使瓦剌，被扣留。正统十四年（1449年），土木堡之变时，明英宗被挾持北上，只有袁彬與哈銘随侍左右。當時英宗在荒漠，上下山阪，涉溪澗，冒危險，均有兩人一旁照顧。哈铭为英宗和也先作蒙汉语翻译。他袒护英宗，为也先所忌。當時，投降蒙古的太監喜寧為也先腹心，屢次欲殺害袁彬與哈銘。
景泰元年（1450年），明英宗歸還時，哈銘跟從入朝，獲賜名楊銘。屢次奉召出使迤北（明朝指塞北，包括瓦剌在内的蒙古高原）等地。袁彬去世后，哈銘接替擔任錦衣衛都指揮使。明孝宗繼位后，大量裁汰官吏，但因哈銘此前在塞外功勳，獨自保持如故。弘治十六年，死於任上。著有《正统北狩事迹》一卷。